# Kanu-Verband Württemberg
Der Kanu-Verband Württemberg e.V. (KVW) mit Sitz in Stuttgart sieht sich als Interessenvertreter der Kanu-Vereine in Württemberg. Am 26. März 1948 hat die Spartenleitung Kanusport im Landessportverband Württemberg die Bildung eines Kanuverbandes für Württemberg beschlossen. Der Antrag um Genehmigung wurde der Militärregierung Württemberg-Baden zugeleitet.
Der KVW ist Mitglied im Deutschen Kanu-Verband sowie im Württembergischen Landessportbund.
Derzeit sind im KVW 49 Vereine mit insgesamt 4.752 Mitgliedern organisiert. Die Geschäftsstelle des Kanu-Verbandes Württemberg befindet sich in Neuenstadt am Kocher.
Am 31. März 2012 wurde bei einem außerordentlichen Verbandstag in Heilbronn-Böckingen einstimmig die Fusion mit dem Badischen Kanu-Verband (BKV) beschlossen. Schon am 17. März hatten die Delegierten des BKV mit deutlicher Mehrheit für die Fusion votiert.
Mit der am 16. August 2012 stattgefundenen Eintragung ins Vereinsregister Stuttgart wurde der Zusammenschluss der beiden Kanu-Verbände zum Kanu-Verband Baden-Württemberg e.V. (KVBW) rechtskräftig.

## Tätigkeitsschwerpunkte

### Freizeitsport
Der Großteil der Mitglieder ist im Kanu-Freizeitsport (insbesondere dem Kanuwandern) aktiv. Der KVW organisiert jährliche Veranstaltungen, die im Sportprogramm des Deutschen Kanu-Verbandes ausgeschrieben werden. Eines der Hauptanliegen des Verbandes ist dabei der Schutz der Gewässer und die Sicherstellung ihrer Nutzungsmöglichkeit für Kanusportler. Angesichts von zahlreichen Befahrungsregelungen aus Naturschutzgründen für württembergische Gewässer (Donau, Enz, Jagst, Kocher etc.) bemühen sich die Fachreferenten des KVW um einvernehmliche Regelungen mit den beteiligten Behörden und konnten so für einige Flussabschnitte für den Kanusport akzeptable Regelungen statt rigoroser Vollsperrungen erzielen.

### Leistungssport
Im Kanu-Leistungssport arbeitet der KVW eng mit dem Badischen Kanu-Verband zusammen. Beide Verbände haben die Rennsportgemeinschaft Baden-Württemberg (ARGE) gegründet, unter deren Flagge die Sportler in nationalen Wettbewerben starten.
Außer im Kanurennsport starten Leistungssportler aus Württemberg auch beim Kanuslalom, Kanu-Drachenboot, Kanupolo und Kanu-Freestyle erfolgreich.

### Ausbildung
Die Vereine bieten zahlreiche Kanukurse für Einsteiger und Fortgeschrittene an, an denen zumeist auch Nichtmitglieder teilnehmen können. Der KVW selbst führt Lizenzlehrgänge für Fachübungsleiter und Trainer durch.
Seit 2010 führen einige Vereine auch spezielle Kurse zum Erwerb des fünfstufigen Europäischen Paddel-Passes durch.

### Vereine
Die 49 Kanuvereine in Württemberg sind über das gesamte Gebiet verstreut, mit Ballungsräumen um Heilbronn, Stuttgart, Ulm und Bodensee. Viele Vereine sind beim Deutschen Kanu-Verband mit der Auszeichnung „Aktiver Kanuverein“ geführt oder stellen als DKV-Kanustation ihre Bootshäuser und das Vereinsgelände anderen Kanuten zum Übernachten zur Verfügung.

## Präsidenten des KVW
1949–1951 Walter Lehmann
1952 Kurt Knecht
1953–1959 Rudi Schausberger
1960–1973 Gottfried Weise
1974–1987 Walter Kästl
1988–1989 Manfred Schweizer
1990–1996 Gottfried Weise
1997–2009 Heide Hassert
2009–2012 Peter Ludwig